# Wohnsiedlung Bernerstrasse
Die Wohnsiedlung Bernerstrasse war eine 1959 errichtete kommunale Wohnsiedlung der Stadt Zürich in der Nähe der Bernerstrasse in Altstetten, die 2004 abgebrochen wurde und durch die Wohnsiedlung Werdwies ersetzt wurde.

## Lage
Die Siedlung lag im Norden von Altstetten auf dem Areal, das vom Grünauring und der Brändlistrasse umschlossen ist. Nördlich liegt die Überbauung Grünau, ein Häuserblock südlich die Autobahn A1. Die Mehrfamilienhäuser mit Flachdach bildeten eine offene Blockrandbebauung mit begrüntem Innenhof.

## Geschichte
1959 wurde die Wohnsiedlung erstellt, um die damalige Wohnungsnot zu bekämpfen. Die 267 Wohnungen sollten einen möglichst günstigen Mietzins haben, weshalb die Grundrisse klein gehalten wurden. Der grösste Anteil der Wohnungen waren 3-Zimmer-Wohnungen mit einer Fläche von 52 m2, es gab aber auch 1-, 2-, 3 1⁄2-, 4- und 5-Zimmer-Wohnungen.
In den 2000er-Jahren genügten die Wohnungen nicht mehr den erwarteten Ausbaustandards, weiter war die Schall- und Wärmedämmung ungenügend. Weil die meisten Trennwände tragende Funktion hatten, gab es keine einfache Möglichkeit, die Wohnflächen durch Zusammenlegen von Wohnungen zu vergrössern. Ausserdem litt das Quartier wegen häufigem Mieterwechsel unter zunehmender Verslumung, die von der Stadt bekämpft werden sollte. Der Stadtrat beschloss deshalb, die Siedlung Bernerstrasse abzubrechen und durch einen Neubau, die Wohnsiedlung Werdwies zu ersetzen.